# سيزاري بارونيو

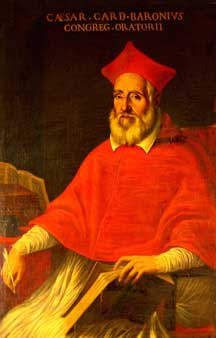
سيزاري بارونيو

سيزاري بارونيو (ويعرف أيضًا بسيزار بارونيوس؛ 30 أغسطس 1538 - 30 يونيو 1607) كان مؤرخ وكاردينالًا كنسيًا إيطاليًا. أفضل أعماله المعروفة هو الحوليات الكنسية التي تتألف من اثني عشر مجلدًا (1588-1607).

## روابط خارجية
- سيزاري بارونيو على موقع الموسوعة البريطانية (الإنجليزية)